# Championnat du Vietnam de football 2024-2025
Navigation
V.League 1 2023-2024 V.League 1 2025-2026
La saison 2024-2025 de V.League 1 aussi connue sous le nom de « LPBank V.League 1 » pour des raisons de sponsoring est la 42e édition du Championnat du Vietnam de football de première division et la 25e en tant que championnat professionnel.
Le Nam Định FC est le tenant du titre après avoir remporté pour la 2e fois la compétition alors que le Đà Nẵng Club rejoint la compétition à ce niveau.
En fin de saison le Nam Dinh FC remporte le championnat et son troisième titre de champion du Vietnam.

## Réglement
La V.League 1 2024-2025 est composé de quatorze clubs qui s'affrontent tous lors de confrontations aller et retour. Le champion est l'équipe qui obtient le plus grand nombre de points après les 26 journées de championnat. À la fin de la compétition, le champion et le vainqueur de la National Cup 2024-2025 se qualifient pour la Ligue des champions 2 2025-2026, l'avant dernier participer à un match de barrage contre le deuxième de V.League 2 pour se maintenir et le dernier est relégué en V.League 2 l'année suivante. Le champion se qualifie également pour la Siêu Cúp.
Les deux qualifiés pour la Ligue des champions 2 se qualifient également pour le Championnat ASEAN 2025-2026.
Le classement est calculé avec le barème de points suivant : une victoire vaut trois points, le match nul un. La défaite ne rapporte aucun point.
À égalité de points, les critères de départage sont les suivants :
1. Plus grand nombre de points dans les confrontations directes ;
2. Plus grande différence de buts dans les confrontations directes ;
3. Plus grand nombre de buts marqués dans les confrontations directes ;
4. Plus grande différence de buts ;
5. Plus grand nombre de buts marqués ;
6. Plus grand nombre de buts marqués à l'extérieur ;
7. Classement disciplinaire.

Les règles 1, 2 et 3 de départage des clubs lors des rencontres disputées entre eux ne peuvent s’appliquer que si les deux matchs les ayant opposés ont été joués.

## Participants
L'édition 2024-2025 est la 3e édition à quatorze équipes, le seul promu de V.League 2 est le Đà Nẵng Club. Ce club remplace le club relégué, le Khatoco Khanh Hoa FC.
| Club                  | Ville             | Classement 2023-2024 | Stade        | Capacité |
| --------------------- | ----------------- | -------------------- | ------------ | -------- |
| Nam Định FC           | Nam Định          | 1er                  | Thiên Trường | 30 000   |
| Bình Định FC          | Quy Nhơn          | 2e                   | Quy Nhon     | 15 000   |
| Hanoi FC              | Hanoï             | 3e                   | Hàng Đẫy     | 22 500   |
| Hô Chi Minh-Ville FC  | Hô Chi Minh-Ville | 4e                   | Thong Nhat   | 16 000   |
| Viettel FC            | Hanoï             | 5e                   | Hàng Đẫy     | 22 500   |
| Hanoï Police FC       | Hanoï             | 6e                   | Hàng Đẫy     | 22 500   |
| Xi Măng Hải Phòng FC  | Haïphong          | 7e                   | Lach Tray    | 30 000   |
| Becamex Bình Dương FC | Thủ Dầu Một       | 8e                   | Go Dau       | 13 035   |
| Thanh Hóa FC          | Thanh Hóa         | 9e                   | Thanh Hoa    | 12 000   |
| Quang Nam FC          | Da Nang           | 10e                  | Tam Kỳ       | 15 000   |
| Hoàng Anh Gia Lai     | Pleiku            | 11e                  | Pleiku       | 12 000   |
| Sông Lam Nghệ An      | Vinh              | 12e                  | Vinh         | 18 000   |
| Hong Linh Ha Tinh FC  | Hà Tĩnh           | 13e                  | Hà Tĩnh      | 20 000   |
| Đà Nẵng Club          | Da Nang           | 1er                  | Chi Lăng     | 20 500   |

Légende des couleurs
- Phase de groupe de la Ligue des champions 2 2024-2025
- Promu de la V.League 2 2023-2024

| \| Becamex Bình Dương FC Thanh Hóa FC Hanoï Police FC Viettel FC Hanoi FC Xi Măng Hải Phòng FC Hô Chi Minh-Ville FC Hoàng Anh Gia Lai Hong Linh Ha Tinh FC Bình Định FC Quang Nam FC Đà Nẵng Club Sông Lam Nghệ An Nam Định FC \| Localisation des clubs engagés dans le championnat. |
| Becamex Bình Dương FC Thanh Hóa FC Hanoï Police FC Viettel FC Hanoi FC Xi Măng Hải Phòng FC Hô Chi Minh-Ville FC Hoàng Anh Gia Lai Hong Linh Ha Tinh FC Bình Định FC Quang Nam FC Đà Nẵng Club Sông Lam Nghệ An Nam Định FC                                                           |

## Compétition

### Classement
| Rang | Équipe                | Pts | J  | G  | N  | P  | Bp | Bc | Diff |
| ---- | --------------------- | --- | -- | -- | -- | -- | -- | -- | ---- |
| 1    | Nam Định FC T         | 57  | 26 | 17 | 6  | 3  | 51 | 18 | +33  |
| 2    | Hanoi FC              | 49  | 26 | 14 | 7  | 5  | 46 | 25 | +21  |
| 3    | Hanoï Police FC C     | 45  | 26 | 12 | 9  | 5  | 45 | 23 | +22  |
| 4    | Viettel FC            | 44  | 26 | 12 | 8  | 6  | 43 | 29 | +14  |
| 5    | Hong Linh Ha Tinh FC  | 36  | 26 | 7  | 15 | 4  | 24 | 20 | +4   |
| 6    | Xi Măng Hải Phòng FC  | 35  | 26 | 9  | 8  | 9  | 29 | 27 | +2   |
| 7    | Becamex Bình Dương FC | 32  | 26 | 9  | 5  | 12 | 31 | 40 | -9   |
| 8    | Thanh Hóa FC          | 31  | 26 | 7  | 10 | 9  | 32 | 33 | -1   |
| 9    | Hoàng Anh Gia Lai     | 29  | 26 | 7  | 8  | 11 | 34 | 41 | -7   |
| 10   | Hô Chi Minh-Ville FC  | 28  | 26 | 6  | 10 | 10 | 19 | 36 | -17  |
| 11   | Quang Nam FC          | 26  | 26 | 5  | 11 | 10 | 27 | 36 | -9   |
| 12   | Sông Lam Nghệ An      | 26  | 26 | 5  | 11 | 10 | 22 | 36 | -14  |
| 13   | Đà Nẵng Club P        | 25  | 26 | 5  | 10 | 11 | 24 | 42 | -18  |
| 14   | Bình Định FC          | 21  | 26 | 5  | 6  | 15 | 22 | 43 | -21  |

| Légende : Qualifications et relégations | Légende : Qualifications et relégations                                                              |
| --------------------------------------- | --- |
|                                         | Phase de groupe de la Ligue des champions 2 2026-2027 Phase de groupe du Championnat ASEAN 2026-2027 |
|                                         | Barrage de relégation                                                                                |
|                                         | Relégation en V.League 2                                                                             |
|                                         | Club dissous en fin de saison                                                                        |
|                                         | T : Tenant du titre P : Promus de V.League 2 C : Vainqueur de la Coupe du Vietnam 2025-2026          |

### Résultats
| Résultats (▼dom., ►ext.)                                   | BBD | TH  | XMHP | HFC | HPFC | HCMV | HAGL | HLHT | QN  | BD  | DNC | SLNA | VFC | NĐ  |
| Becamex Bình Dương FC                                      |     | 1-0 | 1-1  | 0-3 | 1-3  | 3-0  | 4-1  | 2-2  | 0-0 | 2-1 | 1-1 | 2-1  | 1-2 | 1-4 |
| Thanh Hóa FC                                               | 1-2 |     | 3-1  | 1-1 | 1-4  | 1-2  | 2-2  | 1-1  | 1-1 | 1-1 | 1-0 | 1-1  | 3-1 | 1-1 |
| Xi Măng Hải Phòng FC                                       | 4-2 | 2-1 |      | 0-0 | 1-1  | 2-0  | 2-0  | 1-0  | 0-1 | 2-0 | 1-0 | 0-0  | 2-3 | 1-2 |
| Hanoi FC                                                   | 1-0 | 3-1 | 2-2  |     | 1-1  | 5-1  | 0-1  | 1-1  | 2-1 | 1-0 | 3-2 | 3-0  | 1-2 | 0-3 |
| Hanoï Police FC                                            | 1-0 | 0-1 | 2-0  | 0-2 |      | 0-0  | 3-1  | 0-0  | 4-4 | 3-0 | 3-0 | 1-1  | 2-1 | 1-1 |
| Hô Chi Minh-Ville FC                                       | 0-2 | 2-2 | 0-2  | 0-2 | 2-1  |      | 1-0  | 0-1  | 0-0 | 1-0 | 1-0 | 1-1  | 0-0 | 0-3 |
| Hoàng Anh Gia Lai                                          | 4-0 | 1-1 | 1-0  | 0-3 | 1-0  | 2-2  |      | 0-1  | 3-3 | 1-1 | 2-2 | 2-0  | 2-1 | 0-0 |
| Hong Linh Ha Tinh FC                                       | 3-1 | 0-0 | 1-1  | 1-1 | 0-0  | 1-1  | 1-0  |      | 0-0 | 0-0 | 2-2 | 0-1  | 2-2 | 1-0 |
| Quang Nam FC                                               | 1-2 | 1-0 | 1-2  | 1-1 | 0-3  | 3-1  | 0-4  | 2-0  |     | 1-2 | 3-2 | 1-1  | 0-0 | 0-2 |
| Bình Định FC                                               | 0-1 | 1-4 | 1-0  | 2-4 | 1-5  | 1-2  | 2-1  | 0-1  | 1-0 |     | 1-2 | 2-2  | 2-2 | 0-0 |
| Đà Nẵng Club                                               | 1-1 | 1-0 | 0-0  | 0-2 | 1-2  | 1-1  | 1-1  | 1-3  | 1-0 | 3-1 |     | 2-1  | 1-1 | 0-0 |
| Sông Lam Nghệ An                                           | 1-0 | 0-1 | 1-0  | 1-2 | 1-1  | 0-0  | 3-2  | 1-1  | 1-1 | 1-0 | 0-0 |      | 0-5 | 2-3 |
| Viettel FC                                                 | 1-0 | 1-2 | 2-2  | 2-1 | 2-1  | 2-0  | 2-1  | 1-1  | 2-2 | 0-1 | 6-0 | 1-0  |     | 0-2 |
| Nam Định FC                                                | 3-1 | 2-1 | 2-0  | 2-1 | 0-3  | 1-1  | 6-1  | 1-0  | 1-0 | 3-1 | 5-0 | 4-1  | 0-1 |     |
| - Victoire à domicile - Match nul - Victoire à l'extérieur |     |     |      |     |      |      |      |      |     |     |     |      |     |     |

### Barrage de relégation
Le 13e du championnat, le Đà Nẵng Club, rencontre le deuxième de la V.League 2, le Truong Tuoi Dong Nai FC, sur un seul match. Le 27 juin 2025, le club de première division l'emporte 2 à 0 et se maintient.

## Bilan de la saison
| Championnat du Viêt Nam de football 2024-2025 |                         |
| Champion                                      | Nam Định FC (3e titre)  |
| Coupes et trophées                            |                         |
| Vainqueur de la Coupe du Viêt Nam 2024-2025   | Hanoï Police FC         |
| Qualifications continentales                  |                         |
| Ligue des champions 2                         | Nam Định FC             |
| Ligue des champions 2                         | Hanoï Police FC         |
| Championnat ASEAN                             | Nam Định FC             |
| Championnat ASEAN                             | Hanoï Police FC         |
| Promotions et relégations                     |                         |
| Promus en V-League 1                          | Ninh Binh FC            |
| Promus en V-League 1                          | PVF-Cong An Nhan Dan FC |
| Relégués en V-League 2                        | Bình Định FC            |
| Relégués en V-League 2                        | Quang Nam FC (Dissous)  |